# 秋田まどか
秋田 まどか（あきた まどか、1979年12月29日 - ）は、日本の女性声優。東京都出身。オフィス ワタナベ所属。

## 人物
井上和彦の声優教室1期生。
2009年8月までは元氣プロジェクトに所属していた。
趣味は読書、カラオケ、スノーボードなど。特技は歌、習字、お茶、インラインスケートなど。
資格は師範免状取得。

## 出演
太字はメインキャラクター。

### テレビアニメ
1998年
- 快傑蒸気探偵団 TV ANIMATION SERIES（女）
- 彼氏彼女の事情（クラスメイト達、女子生徒A、女生徒B、女生徒C）
- serial experiments lain（声）
- セクシーコマンドー外伝 すごいよ!!マサルさん（B子）
- ふたり暮らし（観月プロのアシ）

1999年
- 魔法使いTai!（飯田）

2000年
- 人造人間キカイダー THE ANIMATION（女、ヨシオ、アナウンサー）
- NieA_7（女の子）
- ブギーポップは笑わない Boogiepop Phantom（女子B）
- 闇の末裔（女子生徒A）
- ラブひな（2000年 - 2001年、尾上菊子、美偉子、微惟子） - 1シリーズ + 特別編2本
- 六門天外モンコレナイト（ヤマンバギルマン、女生徒、サイレント・シープ）

2001年
- ギャラクシーエンジェル（店主）
- 超GALS!寿蘭（竜崎ひろみ）
- デ・ジ・キャラット お花見スペシャル（園児）
- 星のカービィ（2001年 - 2003年、ラララ、ハニー、サト、ローナ王女〈近衛兵〉、スカーフィ、イローのママ、ザ・ツインナッツ、ホッヘのママ、ユーレイ魔獣、羊、観光客）

2002年
- アクエリアンエイジ Sign for Evolution（ダークロアの少女）
- SAMURAI DEEPER KYO（真弓）
- 時空冒険記ゼントリックス（ピーチ、ピンキー）
- 七人のナナ（ナナっこ）
- スパイラル －推理の絆－（女マネージャー）

2004年
- スクールランブル（2004年 - 2006年、三原梢） - 2シリーズ
- ななみちゃん（向井米子）

2005年
- 好きなものは好きだからしょうがない!!（直〈子供〉）
- ラムネ（石和恵美）

2010年
- 学校のコワイうわさ 新・花子さんがきた!!（花子さんのママ）

### 劇場アニメ
- 仏陀再誕－The REBIRTH of BUDDHA（2009年）

### OVA
- キカイダー01 THE ANIMATION（2001年、アキラ）
- 紺碧の艦隊（2002年、客室乗務員）
- ラブひな Again（2002年、尾上菊子）
- がぁーでぃあんHearts（2003年、先輩）

### ゲーム
- いつか、重なりあう未来へ（1999年、ガブリエラ・ファイファー）
- パチプロ風雲録5〜青春編〜（2006年、吉川宏美、『パチパラ13 〜スーパー海とパチプロ風雲録〜』に収録）
- パチプロ風雲録6〜情熱編〜（2007年、三浦千夏、吉川宏美、『パチパラ14 〜風と雲とスーパー海IN沖縄〜』に収録）

### TVナレーション
- 「矢部美穂のオンナの密談」（CS MONDO21）
- 「みうらじゅん&泉麻人の2006勝手気ままな回顧録」（CS MONDO21）
- 「パクリ！惣菜パンの旅」（CS EXエンタテイメント）
- 「ちびり！立ち呑みの旅」（CS EXエンタテイメント）
- 「特選！なぎら健壱ぶらり下町の旅」（CS EXエンタテイメント）
- 「真王伝説 ネタが面白いかは知らないがパチスロ・パチンコが本当に強い若手芸人選手権」（テレビ埼玉）

### ラジオ
- ツネとマドカのワクワク恋愛妄想倶楽部

### 舞台
- タンバリンプロデューサーズ第2回公演「KILLER IN KILLERS」（2006年4月6日 - 9日、新宿サンモールスタジオ）
- 元禄音楽劇『黒椿』（2011年7月16日 - 24日、池袋あうるすぽっと）[12]
- 朗読舞台 星新一（2017年12月1日 - 3日、六本木ストライプハウスギャラリー）